# 40 Batalion Straży Granicznej
40 Batalion Straży Granicznej – jednostka organizacyjna Straży Granicznej w II Rzeczypospolitej pełniący służbę ochronną na granicy polsko-radzieckiej.

## Formowanie i zmiany organizacyjne
Wykonując postanowienia uchwały Rady Ministrów z 23 maja 1922 roku, Minister Spraw Wewnętrznych rozkazem z 9 listopada 1922 roku zmienił nazwę „Bataliony Celne” na „Straż Graniczną”. Wprowadził jednocześnie w formacji nową organizację wewnętrzną. 40 batalion celny przemianowany został na 40 batalion Straży Granicznej.
40 batalion Straży Granicznej funkcjonował w strukturze Komendy Powiatowej Straży Granicznej w Łunińcu, a jego dowództwo stacjonowało w Miklaszewiczach. W skład batalionu wchodziły cztery kompanie strzeleckie oraz jedna kompania karabinów maszynowych w liczbie 3 plutonów po 2 karabiny maszynowe na pluton. Dowódca batalionu posiadał uprawnienia dyscyplinarne dowódcy pułku. Cały skład osobowy batalionu obejmował etatowo 614 żołnierzy, w tym 14 oficerów.
W 1923 roku batalion przekazał swój odcinek oddziałom Policji Państwowej i został rozwiązany.

## Służba graniczna
W maju 1923 37 baon SG oddał 40 baonowi SG odcinek graniczny od Jaśkowicz do Rachowicza.
Sąsiednie bataliony
- 37 batalion Straży Granicznej ⇔ 19 batalion Straży Granicznej – 1 grudnia 1922[3][8]

Wydarzenia
- w rejonie odpowiedzialności 40 baonu SG dość często dochodziło do sporów kompetencyjnych. Komendant posterunku Policji Państwowej w Zaprosiu napisał raport do swoich przełożonych, w którym oskarża komendanta batalionu o utrudnianie mu wykonywania obowiązków w pasie przygranicznym[9]. Podobny konflikt odnotowano z niechętnie podporządkowującemu się rozkazom dowódcy garnizonu, dowódcą plutonu żandarmerii kordonowej[10], a także z organami władzy administracyjnej[11]. W tym ostatnim przypadku komendant batalionu zarzuca staroście w Łunińcu bezduszność w sprawie kilkakrotnego „odrzucania” za granicę mieszkanki Łunińca Afanasiewy Kilifie z jej czwórką dzieci[11].

## Komendanci batalionu
- p.o. por. Aleksander Kaczorkiewicz (IX 1922[12] – )

## Struktura organizacyjna
| Ordre de Bataille 40 batalionu SG w Mikaszewiczach na dzień 3 grudnia 1922 roku | Ordre de Bataille 40 batalionu SG w Mikaszewiczach na dzień 3 grudnia 1922 roku | Ordre de Bataille 40 batalionu SG w Mikaszewiczach na dzień 3 grudnia 1922 roku | Ordre de Bataille 40 batalionu SG w Mikaszewiczach na dzień 3 grudnia 1922 roku | Ordre de Bataille 40 batalionu SG w Mikaszewiczach na dzień 3 grudnia 1922 roku |
| kompanie                                                                        | 1. Mikaszewicze                                                                 | 2. Lenin                                                                        | 3. Morocz                                                                       | 4. Zalutycze                                                                    |
| ------------------------------------------------------------------------------- | ------------------------------------------------------------------------------- | ------------------------------------------------------------------------------- | ------------------------------------------------------------------------------- | ------------------------------------------------------------------------------- |
| placówki                                                                        | Prypeć                                                                          |                                                                                 |                                                                                 |                                                                                 |
| placówki                                                                        | Wilcza                                                                          |                                                                                 |                                                                                 |                                                                                 |
| placówki                                                                        | fut. Wilcza                                                                     |                                                                                 |                                                                                 |                                                                                 |
| placówki                                                                        | Zaprosie                                                                        |                                                                                 |                                                                                 |                                                                                 |
| placówki                                                                        | Pieszczaniki                                                                    |                                                                                 |                                                                                 |                                                                                 |
| placówki                                                                        | Zakocin                                                                         |                                                                                 |                                                                                 |                                                                                 |
| placówki                                                                        | most na Słuczy                                                                  |                                                                                 |                                                                                 |                                                                                 |